# Казово
Казово — деревня в Устьянском районе Архангельской области.

## География
Находится в южной части Архангельской области на расстоянии приблизительно 78 км на северо-восток по прямой от административного центра района поселка Октябрьский.

## История
Деревня была отмечена только уже в 1939 году как починок в составе Лихачевского сельсовета Черевковского района. До 2022 года входила в Лихачёвское сельское поселение до его упразднения.

## Население
Численность населения: 39 человек (русские 97 %) в 2002 году, 9 в 2010.